# Seisyllwg
Il Seisyllwg era un regno del Galles medioevale, fondato da Seisyll (nato attorno al 665), un diretto discendente di re Usai, primogenito di Ceredig, sovrano del Ceredigion. Regnò su quest'ultimo nel tardo VII secolo: invase il Dyfed e conquistò Ystrad Tywi. Nacque così il regno di Seisyllwg (il cui ultimo sovrano indipendente fu Gwrgan).
Nel X secolo Hywel il Buono unì il Seisyllwg e il Dyfed sotto il suo dominio, dando così vita al regno del Deheubarth.

## Sovrani conosciuti del Seisyllwg
- Seisyll, nato attorno al 665, re della fine del VII secolo, discendente del principe Usai, fondatore del regno di Seisyllwg
- Gwrgan, c.808 - 872, re del Seisyllwg
- Cadell, nato attorno all'840, sovrano del Seisyllwg e fondatore del Deheubarth